# Damian Dąbrowski
Damian Dąbrowski (Kamienna Góra, 27 agosto 1992) è un calciatore polacco, centrocampista dello Zagłębie Lubin.

## Carriera

### Club
Ha giocato nella prima divisione polacca.

### Nazionale
Dąbrowski riceve la sua prima chiamata da parte della Polonia per la qualificazione ai mondiali 2018 contro la Danimarca e l'Armenia nell'ottobre 2016. Nel novembre del 2014 Dąbrowski fece la sua prima presenza in nazionale contro la Slovenia a Breslavia.